# Пфальцький лев

Історичний герб Рейнського округу

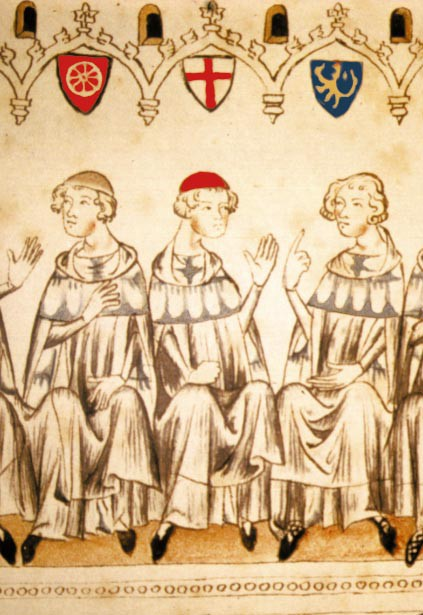
Три курфюрсти під своїми гербами (1341): Петер Майнцький, Балдуін Трірський і Рудольф пфальцький

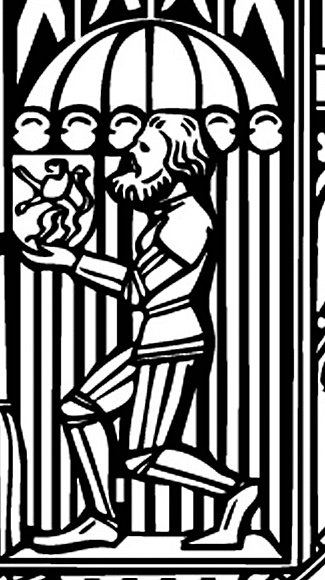
Рупрехт I з пфальцьким левом у гербі. Фрагмент печатки Гайдельберзького університету, 1386 рік

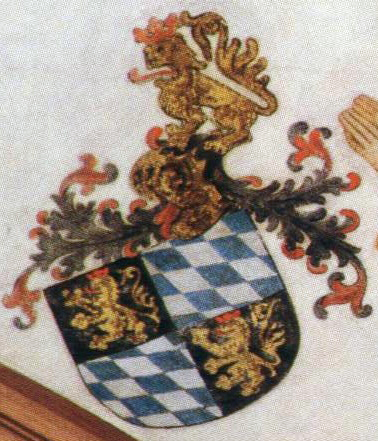
Герб Пфальцького курфюрста з пфальцькими левами як гербом і нашоломником; Колегіальна церква (Neustadt an der Weinstrasse), близько 1420 року

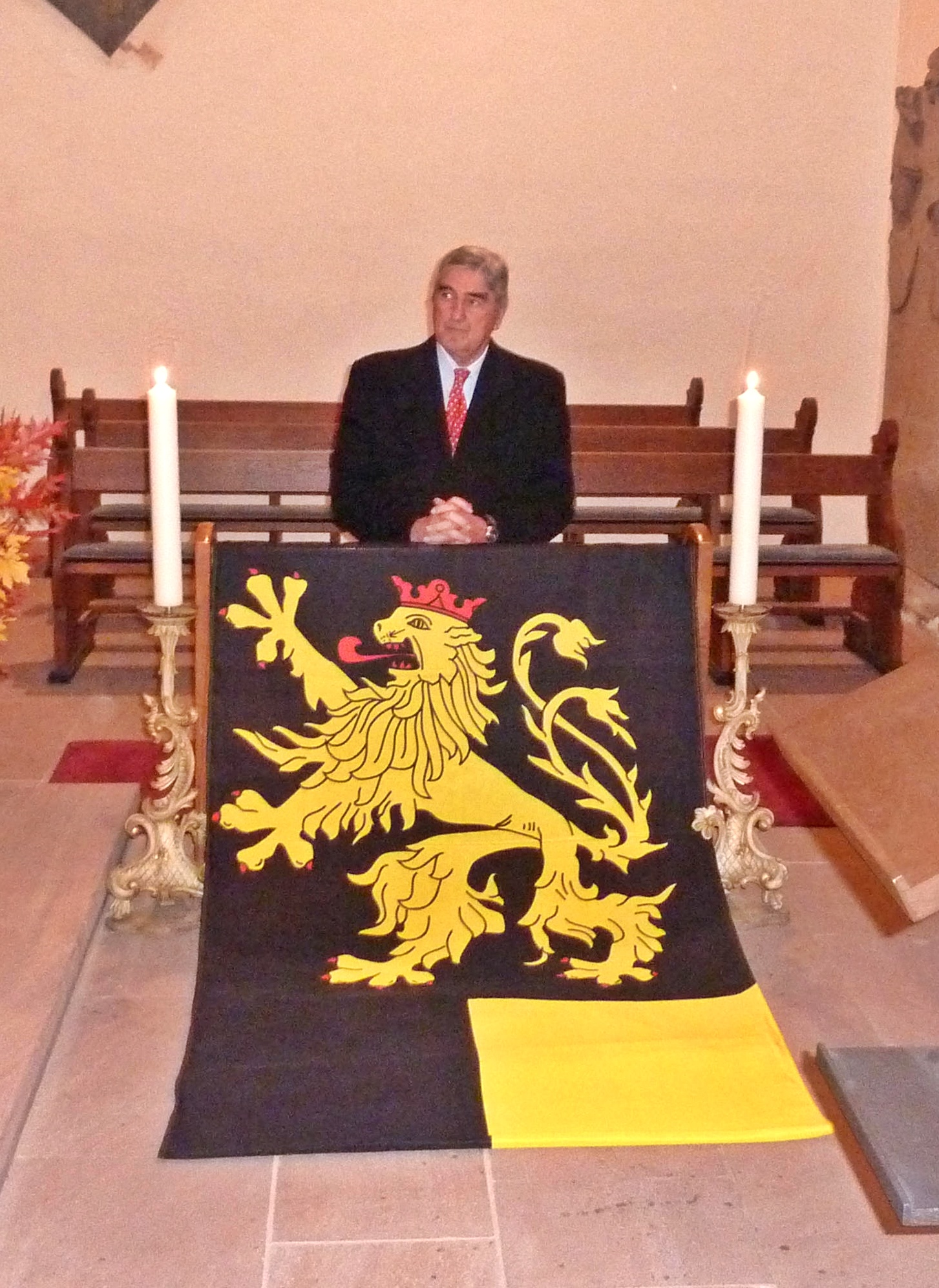
Князь Алоїз Костянтин цу Левенштайн-Вертхайм-Розенберг із прапором Пфальцу, як почесний гість на молитві за своїх предків, у колегіальній церкві (Нойштадт-ан-дер-Вайнштрассе), 2011 р.

Пфальцький лев — негеральдична фігура в геральдиці (див. також: Лев у геральдиці). Спочатку він був частиною родинного герба Віттельсбахів, а зараз його можна знайти на багатьох гербах муніципалітетів, районів і країн південної Німеччини, Ельзасу та Інфіртеля.
Ідентичним до пфальцького лева є лев, зображений на гербах судових приставів Вайди, Гери та Плауена.

## Зародження
Лев золотий у чорному полі, повернутий праворуч, у короні, з червоним язиком і озброєнням. Спочатку некоронований лев був вперше зображений на початку XIV століття у Цюрихському гербовнику з червоною короною. Імовірно, це пов'язано з тим, що курфюрст Курпфальцу займав важливе становище імператорського намісника з часів Золотої булли 1356 року.
Окрім цих двох основних форм, існує велика кількість варіантів. Багато сіл були запечатані символами правлячої династії. Щоб уникнути плутанини, при затвердженні герба часто змінювали деталі. В окремих випадках також використовували інші кольори, щоб дотриматися геральдичного правила кольорів.

Пфальцький лев у гербах нинішніх громад
Альбіг[1]
Бамменталь[2]
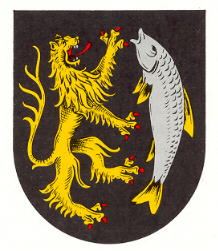
Вальдфішбах
Віслох
Вормс-Іберсгайм[3]
Гайдельберг
Гельтерсберг[4]
Зельцен[5]
Мангайм[6]
Меккенгайм[7]
Ноймаркт (район)[8]
Нойштадт-ан-дер-Вайнштрассе
Рейн-Неккар (район)[9]
Шветцинген[10]
Шрісгайм[11]

## Історія

### Час виникнення
Пфальцький лев був вперше задокументований у графстві Палатин біля Рейну під пфальцграфом Віттельсбахом Отто Славетним на його кінній печатці 1229 року. Проте використання символу, ймовірно, є давнішим; Ймовірно, воно сходить до попередників Віттельсбахів, гвельфських графів Генріха Старшого та Генріха Молодшого, які правили з 1195 по 1214 рік. До цього пфальцграф Конрад Гогенштауфен, тесть Генріха Старшого, близько 1190 року чеканив монети із зображенням лева. Кольори Гогенштауфенів також були золотим і чорним.

### Час Віттельсбахів
Після захоплення баварським герцогом Людвігом у 1214 році графства Пфальц на Рейні, герцог Оттон II Баварський успадкував графство Боген у середині ХІІІ століття, а разом з ним і його біло-блакитний ромбовий герб. Протягом століть золотий лев на чорному полі з білим і синім ромбами слугував родинним гербом старих баварських і пфальцьких Віттельсбахів. Лише в XVI столітті поступово встановилося розмежування між левом для Пфальца і ромбами для Баварії.
У гербовнику Зібмахера 1605 року є чотири кольорові малюнки з пфальцьким левом. На них зображені герби Курпфальцу і герцогств Баварія, Пфальц-Нойбургу і Пфальц-Лютцельштайну.

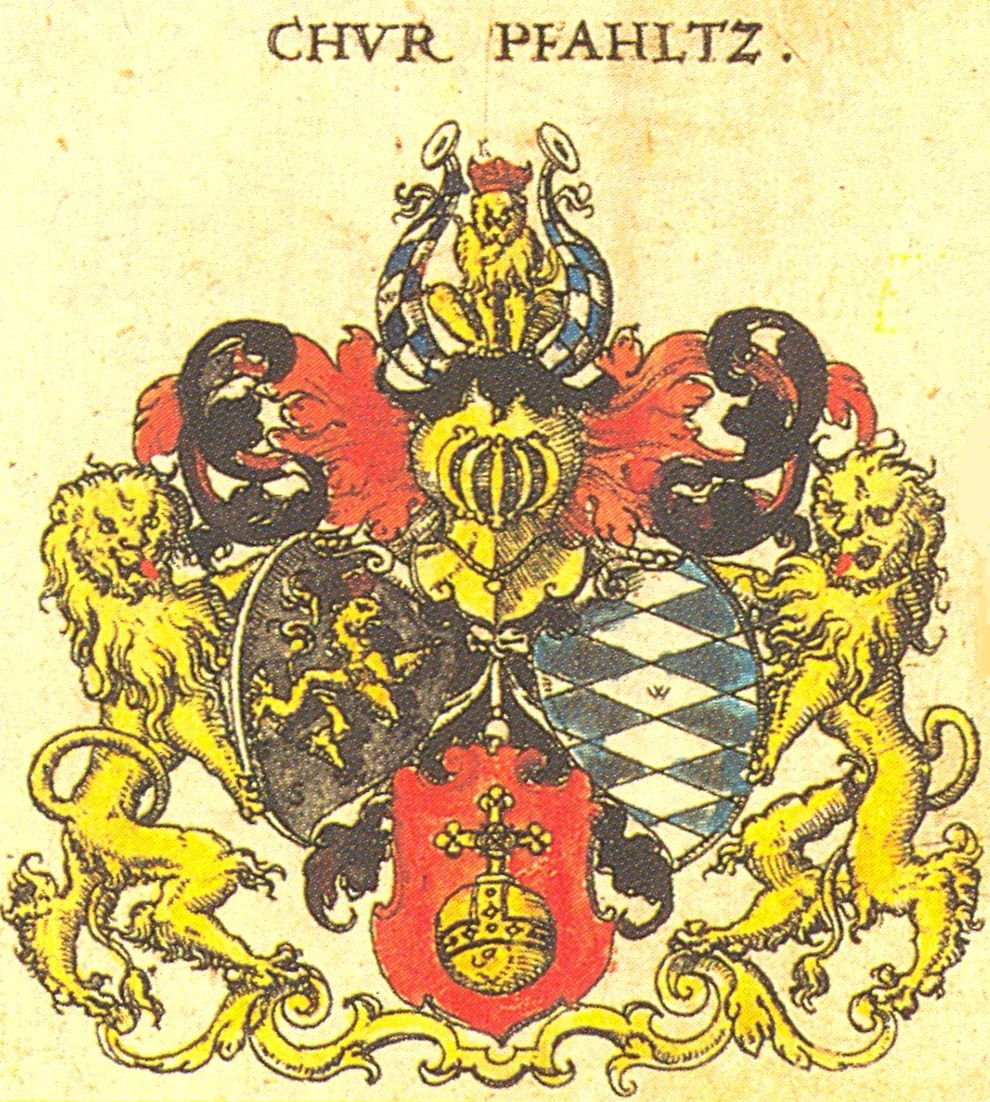
Курпфальц
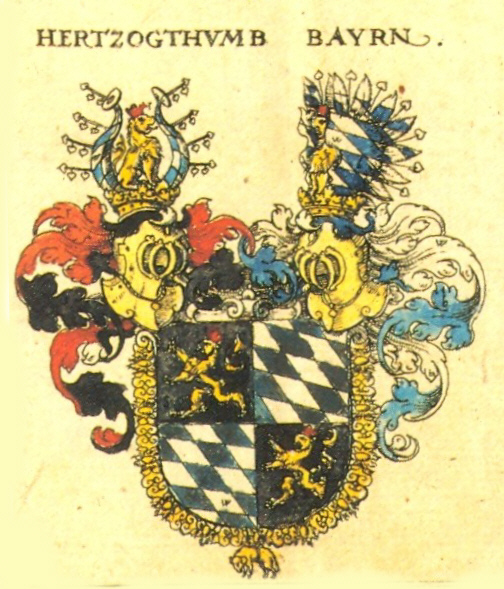
Баварське герцогство
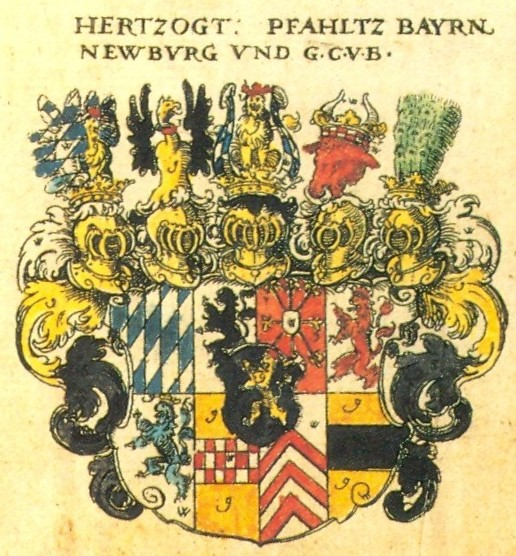
Пфальц-Нойбург
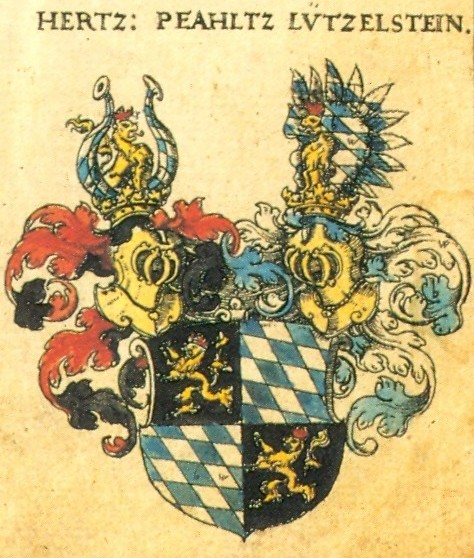
Пфальц-Лютцельштайн

Після розпуску Пфальцького курфюрства в результаті імператорської депутації 1803 року, пфальцький лев на баварському гербі з 1816 року представляв частину Баварське королівство на лівому березі Рейну, Рейнський округ, який був перейменований на Пфальц у 1835 році за вказівкою Людвига I.

### Після другої світової війни

Герб Рейнланд-Пфальцу

Після Другої світової війни пфальцький лев знову з'явився як регіональний символ Пфальцу, наприклад, на поштових марках у французькій зоні окупації. Після заснування федеральної землі Рейнланд-Пфальц у 1946 році, до якої відтоді належить Пфальц, пфальцький лев зайняв центральне місце на державному гербі землі Рейнланд-Пфальц. Іншими компонентами герба землі Рейнланд-Пфальц є колесо Майнца та хрест Тріра. Також з ХІХ ст. на напівофіційному гербі адміністративного округу Пфальц, який існував у ХІХ столітті та існував з 1946 по 1968 рік, був зображений пфальцький лев, який символізував територію сучасного Пфальцу після включення колишніх Майнцького і Трірського курфюрств.
Крім того, тепер лева можна знайти на державних гербах трьох інших федеральних земель: на державному гербі Баварії (некоронований), на державному гербі Саару та на гербі землі Баден-Вюртемберг. Як і Рейнланд-Пфальц, усі три федеральні землі складаються з колишньої території Виборчого Пфальцу. З 1950 року на державному гербі Баварії лев у геральдичному верхньому правому полі тепер означає Верхній Пфальц, який колись також належав до спадкових земель Віттельсбахів. На гербі Баварії пфальцький лев з 1923 по 1934 роки перебував у другому полі, а з 1950 року він знаходиться в першому полі — як і державний герб.

## Зображення з пфальцьким левом

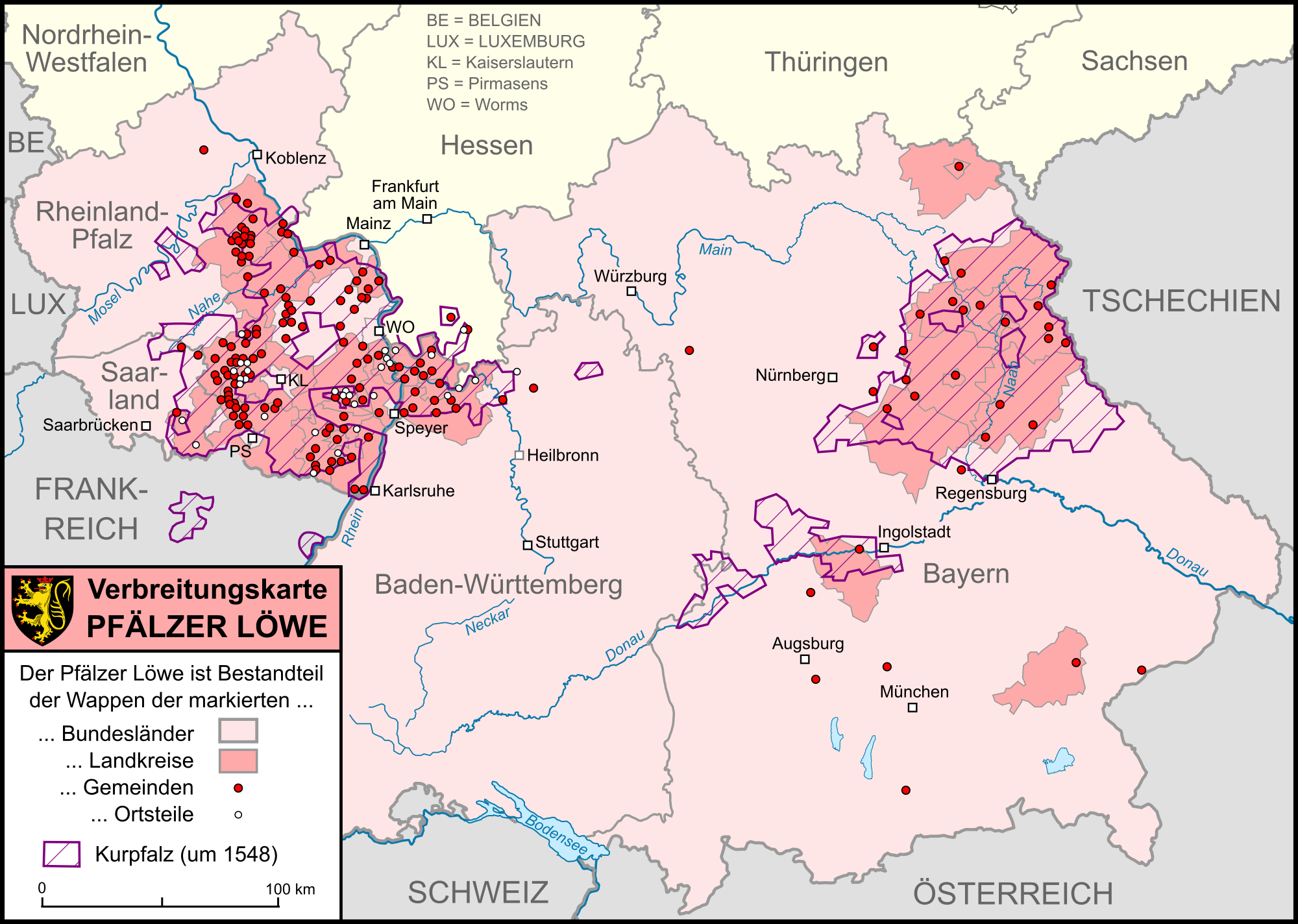
Поширення пфальцького лева

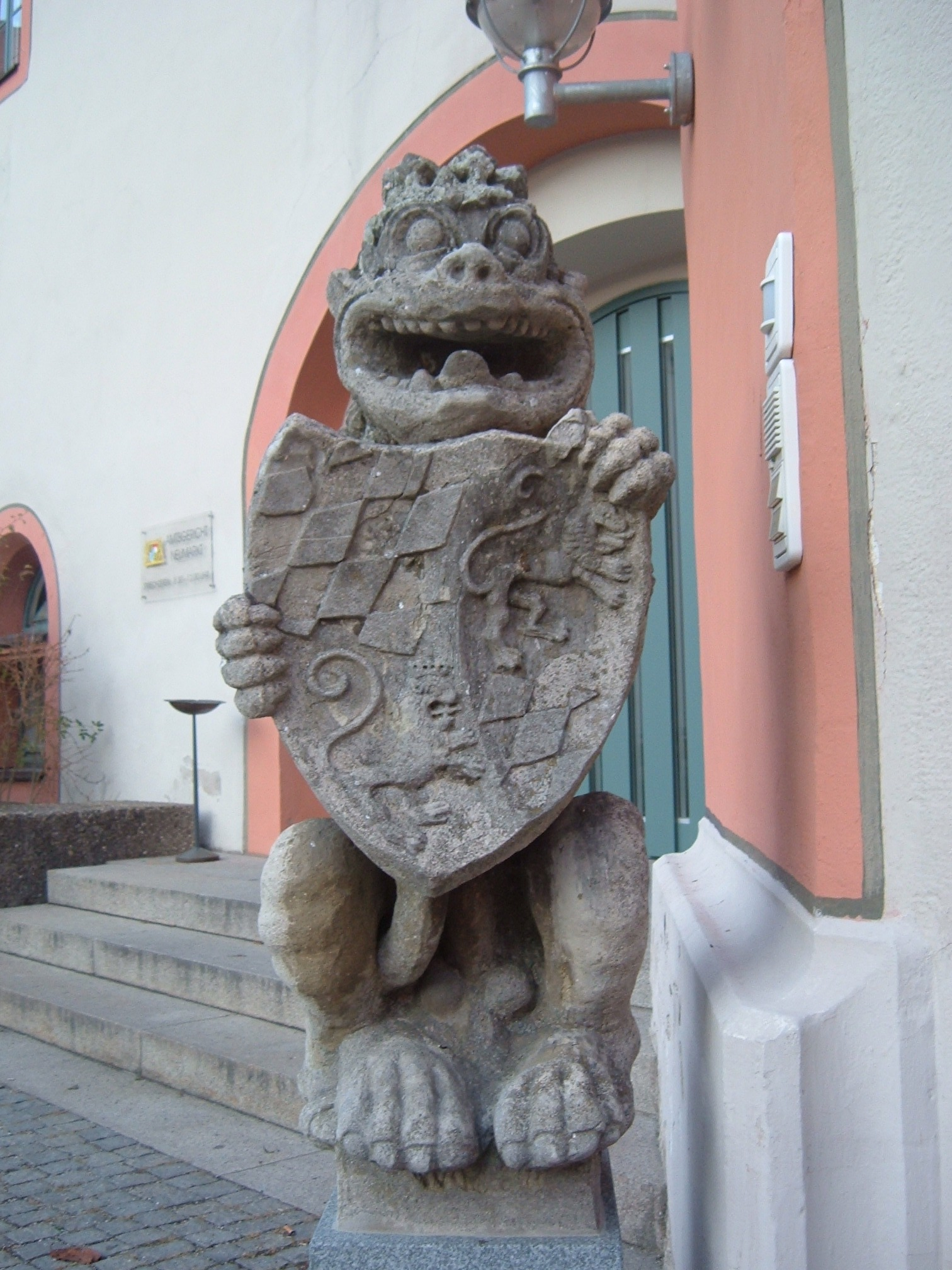
Пфальцький лев із гербом Фрідріха II перед замком графа Пфальц в Ноймаркті

### Прапори
Прапор короля Баварії, який використовувався з 1806 по 1919 роки, четвертований пфальцьким левом у другій і третій частинах прапора, поля 1 і 4 показують біло-блакитні ромби. З 1909 року також існує неофіційний прапор Пфальцу із зображенням пфальцького лева як головної фігури, який широко поширений у регіоні.

### Печатка
У книзі «Печатки німецьких імператорів і королів» Отто Поссе описує печатки курфюрського імперського вікаріату Пфальц:
- 1558 р.: граф Пфальцу у повному озброєнні на коні з відповідними деталями (зброя, прапор), на задньому плані княжий палац, на кінській попоні три герби. Праворуч зображено пфальцького лева, посередині — імператорську державу, ліворуч — баварські ромби.

- 1612: Три герби зображують пфальцького лева праворуч, імператорську державу посередині та баварські ромби ліворуч. Зверху на шоломі зображений коронований лев, по обидва боки від лева цифрами 16 і 12 рік.

### Різьблення по каменю
- Арка Лікарні Святого Духа в Бад-Мергентгаймі містить герб князя-єпископа Франца Людвіга Пфальц-Нойбурзького з пфальцьким левом і блакитним левом, оздобленими золотом і також увінчаними сріблом, що символізує графство Фельденц.

- Герб Шрісгайму, наданий місту в 1896 році після печатки 1381 року, тримає пфальцький лев. Деталь була створена з червоного майнського пісковика у 1964 році для восьмигранного корита міського фонтану місцевою каменярською фірмою на честь назви міста.

- Перед порталом резиденції в Ноймаркті стоять два кам'яні леви, які тримають у лапах герб курфюрста Фрідріха II. Цей герб знову містив зображення лева.

### Мистецтво

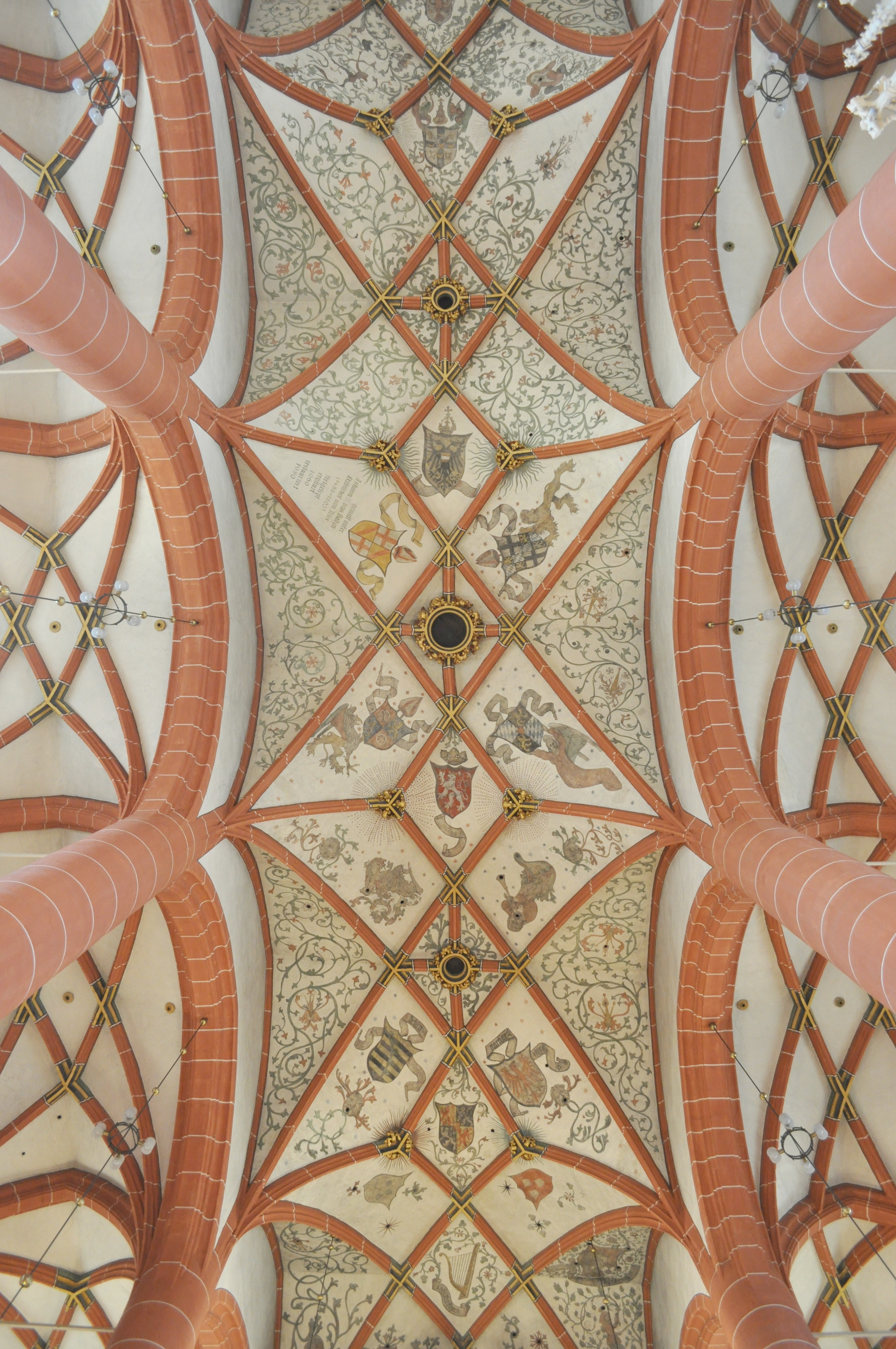
Базиліка Вендаліна, герби імперських князів у склепінні

Базиліка Вендаліна в місті Санкт-Вендель округу Саар має розписи склепінь пізнього середньовіччя приблизно 1463/1464 років, які містять герби тодішніх вищих духовних і світських представників Священної Римської імперії. Серед 15 гербів є символи архієпископа Кельна та графа Рейнського пфальцграфа, на яких зображено пфальцького лева.